# Dumar Kachhar
Dumar Kachhar is een census town in het district Shahdol van de Indiase staat Madhya Pradesh. 

## Demografie
Volgens de Indiase volkstelling van 2001 wonen er 9730 mensen in Dumar Kachhar, waarvan 54% mannelijk en 46% vrouwelijk is. De plaats heeft een alfabetiseringsgraad van 67%. 